# Harry McLaughlin-Phillips
Harry McLaughlin-Phillips (Australia, 13 de abril de 2004) es un jugador profesional australiano de rugby que se desempeña en la posición de apertura en Queensland Reds, equipo perteneciente a la liga Súper Rugby.

## Carrera
En 2022, McLaughlin-Phillips se unió al equipo Souths Rugby (2022-2023), después pasó a Queensland Reds, donde lleva jugando una temporada. También es parte de la Selección juvenil de rugby de Australia.